# 金阳绒鼠
金阳绒鼠（学名：Eothenomys jinyangensis）一种于中国四川省西南部金阳县百草坡省级自然保护区发现的啮齿动物，隶属于仓鼠科绒鼠属。

## 形态特征
模式标本头体长94毫米，尾长53毫米，重22克。背部毛色为灰色，毛基为黑灰色，毛尖灰色。背腹无明显分界，腹部颜色比背部较淡，腹毛毛基黑灰色，毛尖灰白色。尾背灰色，尾腹黄白色。